# Антоніо Мачадо
Антоніо Мачадо-і-Руїс (ісп. Antonio Machado y Ruiz, 26 липня 1875, Севілья — 22 лютого 1939, Колліур, Франція) — іспанський поет-модерніст, представник «покоління 98 року».

## Твори
- Soledades / Самотності (1903)
- Soledades. Galerías. Otros poemas / Самотності. Галереї. Інші вірші (1907)
- Campos de Castilla / Поля Кастилії (1912)
- Nuevas canciones / Нові пісні (1924)
- La tierra de Alvargonzález / Земля Альваргонсалеса (1933)
- Juan de Mairena (Sentencias, donaires, apuntes y recuerdos de un profesor apócrifo) / Хуан де Майрена. Вислови, жарти, примітки і спогади апокрифічного професора (1936)
- La Guerra / Війна (1937)

## Українські переклади
Українською мовою поезію Антоніо Мачадо перекладали: Анатолій Болабольченко, Сергій Борщевський,Леонід Первомайський, Володимир Горбаренко, Олена Курченко, Григорій Латник, Дмитро Павличко.
- Вибрані поезії / А. Мачадо; пер. з ісп. О. Курченко — К.: ВВП «КОМПАС», 2000. — 61 с. ISBN 966-7170-23-3
- Вибрані поезії / А. Мачадо; пер. з ісп. Г. Латника — Л.: «Кальварія», 2013. — 160 с. ISBN 9789666633371